# جين يو (موسيقية)
جين يو هي موسيقية وعازفة بيانو صينية، ولدت في 1976 في شانغهاي في الصين.

## وصلات خارجية
- الموقع الرسمي